# John M. Ackerman
John Mill Ackerman Rose (Filadelfia, Pensilvania, Estados Unidos; 28 de septiembre de 1973), conocido como John Ackerman, es un profesor, conductor y activista político estadounidense-mexicano. Fue presidente adjunto de la Asociación Internacional de Derecho Administrativo. Es director de la revista académica Mexican Law Review y es columnista en el periódico mexicano La Jornada y conductor del programa Diálogos por la Democracia de TV UNAM. Es investigador nivel B del Instituto de Investigaciones Jurídicas de la UNAM y es investigador nivel III, PRIDE D, del Sistema Nacional de Investigadores.
Desde 2019 dirige el Programa Universitario de Estudios sobre Democracia, Justicia y Sociedad de la UNAM.

## Familia y educación
Es hijo del pensador social liberal Bruce Ackerman y de la economista Susan Rose-Ackerman, ambos profesores de la Yale Law School.
Está casado con Irma Eréndira Sandoval, quien formó parte del gabinete de Andrés Manuel López Obrador como titular de la Secretaría de la Función Pública del 1 de diciembre de 2018 hasta el 21 de junio de 2021.
Su formación universitaria fue en el Swarthmore College, de Pensilvania, en donde se graduó en 1996 como licenciado en Filosofía (BA o Bachelor of Arts). Comenzó en México sus estudios de maestría en la Facultad de Filosofía y Letras (FFYL) de la Universidad Nacional Autónoma de México (UNAM). Posteriormente, regresó a los Estados Unidos para culminar su maestría (MA) y graduarse en 2007 como doctor (PhD) en Sociología Política por la Universidad de California Santa Cruz, con la tesis Autonomía empoderada: la política de delegación y rendición de cuentas en México (Empowered autonomy: the politics of delegation & accountability in Mexico). En 2014 obtuvo el grado de Doctor en Derecho Constitucional por la UNAM con la tesis Autonomía y Constitución: El nuevo estado democrático, la cual fue dirigida por el doctor Jaime Cárdenas Gracia y en cuyo comité tutorial participaron Jorge Fernández Ruiz y Daniel Cazés Menache; su tesis sirvió como base del libro que lleva el mismo nombre, el cual fue publicado por el Instituto de Investigaciones Jurídicas de la UNAM en 2016 bajo el número 271 de la serie Estudios Jurídicos.
Sus títulos universitarios se encuentran registrados en la Dirección General de Profesiones de la Secretaría de Educación Pública, con cédula 12320723 la licenciatura en Filosofía por el Swarthmore College; con cédulas 12323039  y 12325808 la maestría y  doctorado en Sociología por la Universidad de California, Santa Cruz;  y con cédula 12330889 el doctorado en Derecho por la UNAM.

## Carrera
Incorporado al Instituto de Investigaciones Jurídicas de la UNAM desde 2007, además de realizar la investigación Autonomía y Constitución: El nuevo estado democrático que lo llevó al doctorado, imparte clases en la Facultad de Derecho y en la de Ciencias Políticas y Sociales de la UNAM. Se hizo acreedor al Premio Nacional de Comunicación José Pagés Llergo en 2010, y al Reconocimiento Distinción Universidad Nacional para Jóvenes Académicos de la UNAM en 2012. Ha contribuido como articulista o analista en periódicos internacionales como Proceso, La Jornada, El Universal, y Reforma de México, The New York Times, Los Angeles Times, Chicago Tribune, San Francisco Chronicle, Houston Chronicle, San Diego Union-Tribune en los Estados Unidos y The Guardian en el Reino Unido, sobre temas de control de la corrupción, elecciones, transparencia, rendición de cuentas, instituciones autónomas y participación ciudadana. También ha publicado resultados de investigación en World Development, Administrative Law Review, Boletín Mexicano de Derecho Comparado, Mexican Law Review, Gestión y Política Pública, Perfiles Latinoamericanos. También se ha desempeñado como consultor senior para el Banco Mundial y como consultor para la Agencia de los Estados Unidos para el Desarrollo Internacional, Organización para la Cooperación y el Desarrollo Económico, PNUD, Global Integrity, el Open Society Institute del magnate liberal George Soros, International Budget Partnership, Programa de las Naciones Unidas para el Desarrollo, Suprema Corte de Justicia de la Nación, la Cámara de Diputados y para la jefatura del Gobierno del Distrito Federal. Sostiene un blog, donde pueden consultarse directamente sus colaboraciones periodísticas y las entrevistas o programas televisivos en que ha opinado.
Ackerman conductor del programa Diálogos por la Democracia que se transmite por TV UNAM. Además, conduce, junto con Sabina Berman, el programa John y Sabina que se transmite por el canal Once TV del Instituto Politécnico Nacional (IPN). El programa John y Sabina ha sido criticado por partidos de oposición por considerarlo tendencioso y sesgado a favor del gobierno de Andrés Manuel López Obrador. En 2019 la diputada panista Laura Rojas Hernández presentó una queja ante el Canal Once, respaldada por 67 diputados del PAN y el PRD.
Es consejero del Instituto de Formación Política del partido Morena.

## Premios y distinciones
- Certamen Nacional de Periodismo (2009)[12]
- Premio Nacional de Comunicación José Pagés Llergo (2010)[13]
- Reconocimiento Distinción Universidad Nacional para Jóvenes Universitarios en el área de Investigación en Ciencias Sociales, otorgado por la UNAM (2012)[12][14][15]
- Recipendario Cátedra Alfonso Reyes de la Universidad de la Sorbona, París III (2014)[16]
- Reconocimiento a la Práctica Responsable de la Comunicación Social, otorgado por la Red de la Federación Internacional de Comunicadores Populares (2020)[17]

## Libros, capítulos y publicaciones
- Social Accountability in the Public Sector: A Conceptual Discussion (World Bank, 2005)
- Leyes de acceso a la información pública en el mundo (Instituto Federal de Acceso a la Información Pública, 2005)
- Estructura institucional para la rendición de cuentas: Lecciones internacionales y reformas futuras (Auditoría Superior de la Federación, 2006)
- Organismos autónomos y democracia: el caso de México (Siglo XXI Editores-Instituto de Investigaciones Jurídicas, UNAM, 2007)
- Más allá del acceso a la información: Transparencia, rendición de cuentas y Estado de Derecho (Instituto de Investigaciones Jurídicas, UNAM-Cámara de Diputados-Siglo XXI Editores-Univ. de Guadalajara-CETA, 2008)
- La autonomía constitucional de la Auditoria Superior de la Federación, coordinado con César Astudillo (Instituto de Investigaciones Jurídicas de la Universidad Nacional Autónoma de México, 2009)
- Nuevos escenarios del derecho electoral: los retos de la reforma 2007-2008, coordinador (Instituto de Investigaciones Jurídicas de la UNAM, 2009)
- “Hacia una nueva ontología del derecho electoral” en César Astudillo y Jorge Carpizo Constitucionalismo: dos siglos de su nacimiento en América Latina (Instituto Iberoamericano de Derecho Constitucional, Instituto de Investigaciones Jurídicas de la UNAM, 2013)
- “Derecho de acceso a la información pública” en Eduardo Ferrer Mac-Gregor, José Luis Caballero Ochoa y Christian Steiner Derechos Humanos en la Constitución: comentarios de jurisprudencia constitucional e interamericana (Suprema Corte de Justicia de la Nación, Instituto de Investigaciones Jurídicas de la UNAM, 2013)
- El mito de la transición democrática: Nuevas coordenadas para la transformación del régimen mexicano (Editorial Planeta, 2015)
- Autonomía y Constitución: el nuevo Estado democrático (Instituto de Investigaciones Jurídicas de la UNAM, 2016)
- “Luces y sombras en la protección orgánica de la Constitución en materia electoral en México” en Eduardo Ferrer Mac-Gregor y Edgar Danés Rojas La protección orgánica de la Constitución (Instituto Mexicano de Derecho Procesal Constitucional del H. Congreso de Tamaulipas, Instituto de Investigaciones Jurídicas de la UNAM, 2016)
- “Organismos autónomos y la nueva división de poderes en México y América Latina” en Jorge Carpizo y Carol B. Arriaga Homenaje al doctor Emilio O. Rabasa (Instituto de Investigaciones Jurídicas de la UNAM, 2016)[18]
- Fracking: ¿Qué es y cómo evitar que acabe con México? (coordinador; Tirant Lo Blanch, 2016)
- El cambio democrático en México: Retos y posibilidades de la Cuarta Transformación (coordinador; Siglo XXI Editores, 2019)

## Ideología política
Ackerman es un activista de izquierda y partidario de la Cuarta Teoría Política del filósofo Aleksandr Duguin. Es partidario activo del partido político Movimiento Regeneración Nacional, y de su líder Andrés Manuel López Obrador.
Sus detractores han afirmado que Ackerman es un defensor del gobierno de Nicolás Maduro, debido a la publicación, en un artículo de marzo de 2017, de la afirmación de que Venezuela era "mucho más democrática y respetuosa de los derechos humanos que México", aunque dicho artículo no nombrase al entonces presidente venezolano. También, que afirmó que México estaba peor que Venezuela en términos de corrupción, pobreza, desigualdad y violencia.
Ackerman ha sido un amplio crítico de los gobiernos mexicanos y de las instituciones, aunque reconoce el papel del Estado laico mexicano, del cual señala que es más secular que el de los Estados Unidos o de los de países de Europa.

## Controversias

### Llamado a violencia en Twitter
El 4 de febrero de 2018, meses antes de las elecciones generales en México, Ackerman generó atención de medios y fue cuestionado luego de haber citado la publicación de un usuario de Twitter que amenazaba con violencia en caso de que no ganase Andrés Manuel López Obrador (en ese entonces precandidato de la coalición Juntos Haremos Historia). Al compartir la publicación, Ackerman resaltó la siguiente parte:

Desde Oaxaca:

"La única manera de que haya un cambio pacífico es con López Obrador. Si nos vuelven a robar la elección, va a haber chingadazos"

Posteriormente Ackerman aclaró que la retransmisión de este comentario (o retweet, como se le conoce en dicha red social) debía entenderse en el marco de su actividad periodística en la que también citó otras opiniones acerca de lo que entonces ocurría en esa fase de la precampaña en Oaxaca.

### Propiedades sin declarar
El 18 de junio de 2020, el periodista Carlos Loret de Mola publicó una investigación para el portal LatinUs en la que exponía que el matrimonio Ackerman - Sandoval contaba con un patrimonio superior a los 60 millones de pesos, cifra que superaría en cinco veces lo declarado por ambos.
El reportaje especificaba que el patrimonio de Ackerman y su esposa, Irma Eréndira Sandoval, incluía cinco casas que habrían sido adquiridas mediante pago al contado y durante un periodo de nueve años, mientras ambos trabajaban como investigadores de la UNAM con salario de académicos.

### Comparación de periodistas con el narco
El 27 de junio de 2020, el titular de la secretaría de Seguridad Pública de la Ciudad de México, Omar García Harfuch, sobrevivió a un atentado que posteriormente atribuyó al Cártel de Jalisco Nueva Generación.
Con respecto a la noticia, Ackerman publicó en su perfil personal de Twitter un mensaje en el que aprovechó para comparar al narcotráfico con el periodismo que ha sido crítico del gobierno del presidente Andrés Manuel López Obrador. Dicho tuit leía:

Este video demuestra que el ataque contra @OHarfuch fue una acción coordinada del crimen organizado en contra del gobierno de @Claudiashein y la #4T.

Los sicarios del narco son la contracara del sicariato mediático.

Buscan desestabilizar a toda cosa.

La comparación de Ackerman le ganó críticas en redes sociales. Posteriormente, la CNDH y Reporteros Sin Fronteras condenaron la comparación de Ackerman. Reporteros sin Fronteras publicó un mensaje en redes sociales que leía:

#México @RSF_esp reprueba las expresiones irresponsables de @JohnMAckerman que ponen aún más en riesgo a medios y periodistas en uno de los países más peligrosos del mundo para la prensa.

Por su parte, el 28 de junio, la CNDH publicó un comunicado dirigido Ackerman en el que declaraba:

La Comisión Nacional rechaza categóricamente estas expresiones del académico, exhortándolo a que se conduzca con civilidad y respeto a los derechos humanos de todas las personas y, en especial, de quienes ejercen el periodismo, porque son expresiones que pueden contribuir a agravar las condiciones en que las y los periodistas desarrollan su trabajo.

Sabemos de sobra lo difícil que ha sido en nuestro país el desempeño de la libertad de expresión. La violencia contra los comunicadores ha sido ampliamente documentada por la propia Comisión Nacional, y es esta una batalla que tenemos que librar evitando, entre otras cosas, la estigmatización y el descrédito de las y los profesionales de la comunicación.

La CNDH agregó en su comunicado que desde el año 2000 hasta mayo de 2020, 159 periodistas han perdido la vida ejerciendo su profesión en México.

### Dudas sobre credenciales académicas
El 29 de junio de 2020, el senador suplente por Morena en la LXIV legislatura, Alejandro Rojas Díaz Durán, publicó un hilo de tuits en su cuenta personal en el que ponía en duda los grados académicos de Ackerman. En su publicación, Díaz Durán agregó apelativos personales dirigidos a Ackerman como «Doctor Patito» y «Fake Ackerman», y se refirió a sus grados académicos como «título patito».
De acuerdo con Díaz Durán, una búsqueda en el portal del Registro Nacional de Profesionistas no arrojaba resultados de una tesis o una cédula que confirmaran el grado académico de Ackerman como doctor en derecho constitucional por la UNAM. Al menos un usuario de Twitter le señaló al senador Díaz Durán que se podía encontrar constancia de una tesis doctoral (Ph.D.) de Ackerman fuera de México en los registros de la biblioteca de la Universidad de California en Santa Cruz, a lo que el senador sostuvo que, aun siendo el caso, Ackerman estaría violando el inciso II del artículo 250 del código penal federal mexicano, al ostentar un título profesional (por la UNAM) que (en opinión de Díaz Durán) Ackerman no posee.

### Llamado a destitución
A raíz de la exposición del patrimonio sin declarar de Ackerman, así como de sus comentarios comparando a medios con narcotraficantes; varias usuarios de redes sociales organizaron una campaña para exigir al rector de la UNAM, el Dóctor Enrique Graue, destituir a Ackerman de su posición como director del Programa Universitario de Estudios sobre Democracia, Justicia y Sociedad. (PUEDJS)
La campaña incluyó una petición en el sitio change.org creada el 29 de junio por Juan Antonio Pérez Sobrado, un abogado y docente de la Facultad de Derecho de la UNAM. La petición señalaba que con sus acciones, Ackerman había violado el artículo 95 de los estatutos generales de la universidad, que establece:

Son causas especialmente graves de responsabilidad, aplicables a todos los miembros de la Universidad:

1. La realización de actos concretos que tiendan a debilitar los principios básicos de la Universidad, y las actividades de índole política que persigan un interés personalista;
2. La hostilidad por razones de ideología o personales, manifestada por actos concretos, contra cualquier universitario o grupo de universitarios;
3. La utilización de todo o parte del patrimonio, para fines distintos de aquellos a que esté destinado;
4. Ocurrir a la Universidad en estado de ebriedad o bajo los efectos de algún estupefaciente, psicotrópico o inhalante; ingerir o usar, vender, proporcionar u ofrecer gratuitamente a otro, en los recintos universitarios bebidas alcohólicas y las sustancias consideradas por la ley como estupefacientes o psicotrópicos, o cualquier otra que produzca efectos similares en la conducta del individuo que los utiliza;
5. Portar armas de cualquier clase en los recintos universitarios;
6. La comisión en su actuación universitaria, de actos contrarios a la moral y al respeto que entre sí se deben los miembros de la comunidad universitaria.

Para inicios de julio de 2020, la petición en Change.org contaba con más de 45,000 firmas.

### Participación en el Comité Técnico de Evaluación del INE
En febrero de 2020 Ackerman fue propuesto por Rosario Piedra Ibarra, titular de la Comisión Nacional de los Derechos Humanos (CNDH), para ser miembro del Comité Técnico de Evaluación del Instituto Nacional Electoral (INE), y formar parte de la elección de los nuevos consejeros electorales. Esto provocó críticas dada la afinidad personal y política de Ackerman con el gobierno y el partido en el poder, siendo integrante del consejo del Instituto Nacional de Formación Política de Morena. El diputado del Partido Acción Nacional (PAN) Juan Carlos Romero Hicks aseveró que Ackerman no cumplía con el perfil de neutralidad, y el coordinador del Partido Revolucionario Institucional (PRI) René Juarez Cisneros llamó a la CNDH a reconsiderar dada sus antecendes de cargos partidistas. Junto con el PAN y el PRI, el Partido de la Revolución Democrática (PRD) y Movimiento Ciudadano (MC) impugnaron sin éxito la designación de Ackerman ante la Sala Superior del Tribunal Electoral del Poder Judicial de la Federación (TEPJF), el cual lo ratificó.

### Misoginia
En noviembre de 2020, se desarrolló un intercambio de publicaciones en Twitter entre Ackerman y la coconductora del programa John&Sabina, Sabina Berman. En ellos, Ackerman dejó ver su actitud dominante en el programa, minimizando la intervención de Berman, quitándole la palabra y eligiendo a los invitados del programa de acuerdo con sus "aliados políticos".